# Bajkowe trojaczki
Bajkowe trojaczki (hiszp. Las tres mellizas; kat. Les tres bessones) – serial animowany o trzech trojaczkach stworzonych przez Roser Capdevila. W każdym odcinku trzy dziewczynki zostają przeniesione do innej klasycznej opowieści. 
Później powstała seria Znudzona Czarownica (La bruixa avorrida / La bruja aburrida).

## Fabuła
Anna, Teresa i Helena są niegrzecznymi trojaczkami, które zawsze rozrabiają. Za każdym razem za karę Znudzona Czarownica (hiszp. La Bruja Aburrida) wysyła dziewczynki do świata bajek, żeby nauczyły się czegoś wartościowego i mądrego.

## Odcinki

### Sezon 1
| Nr  | Tytuł hiszpański                 | Tytuł polski                  |
| --- | -------------------------------- | ----------------------------- |
| 01. | Pulgarcito                       |                               |
| 02. | Blancanieves                     | Śnieżka i siedmiu karzełków   |
| 03. | Cenicienta                       |                               |
| 04. | Alí Babá y los cuarenta ladrones |                               |
| 05. | Juan sin miedo                   |                               |
| 06. | El soldadito de plomo            | Dzielny ołowiany żołnierz     |
| 07. | La princesa y el guisante        | Księżniczka na ziarnku grochu |
| 08. | El flautista de Hamelín          | Szczurołap z Hamelin          |
| 09. | Barbazul                         | Sinobrody                     |
| 10. | Hansel y Gretel                  | Jaś i Małgosia                |
| 11. | Los tres cerditos                |                               |
| 12. | El traje nuevo del Emperador     |                               |
| 13. | Caperucita Roja                  | Czerwony Kapturek             |

- 14: El patito feo
- 15: Aladino y la lámpara maravillosa
- 16: Los siete samuráis
- 17: Los músicos de Bremen
- 18: El dragón rojo
- 19: La bella durmiente
- 20: El gato con botas
- 21: Don Quijote
- 22: Pinocho
- 23: San Jorge y el dragón
- 24: El ladrón de Bagdad
- 25: Jack y las habichuelas mágicas
- 26: Los caballeros de la Mesa Redonda
- | 27: || El mago de Oz || Czarownik z Oz
- 28: La isla del tesoro
- | 29. || Sandokán || Sandokan
- 30: Oliver Twist
- 31: Helena de Troya
- 32: Robinson Crusoe
- 33: Robin Hood
- | 34: || La Atlántida || Atlantyda
- 35: El libro de la selva
- 36: Viaje al centro de la Tierra
- | 37: || Merlín || Czarownik Merlin
- 38: Buffalo Bill
- 39: Ulises
- 40: Romeo y Julieta
- 41: King Kong
- 42: Tarzán
- 43: Leonardo da Vinci
- 44: Los tres mosqueteros
- 45: Cleopatra
- 46: Cristóbal Colón
- 47: El hombre de Cromañón
- 48: El lobo y los siete cabritillos
- 49: Las minas del rey Salomón
- 50: El hombre de Mayapán
- 51: Marco Polo
- 52: Frankenstein
- 53: Veinte mil leguas de viaje submarino
- 54: Kim de la India
- 55: Amadeus Mozart
- 56: Papá Noel
- 57: El circo
- 58: En el espacio
- 59: Colmillo Blanco
- 60: Tom Sawyer
- 61: La balalaika de cristal
- 62: El fantasma de la Ópera
- 63: La vuelta al mundo en 80 Días
- | 64: || Moby Dick || Moby Dick
- 65: En África

### Sezon 2
- 66: La flauta mágica
- 67: La ratita presumida
- 68: Garbancito
- 69: El tamborilero del Bruch
- 70: El taller de Gaudí (1ª parte de Gaudí)
- 71: Los fantasmas de la Pedrera (2ª parte de Gaudí)
- 72: Sherlock Holmes
- 73: La hormiga y la cigarra
- 74: El cuento de la lechera
- 75: Cyrano de Bergerac
- 76: El mundo del cine
- 77: El indio Gerónimo
- 78: En el Everest
- 79: Vincent van Gogh
- 80: Gutenberg
- 81: La gaita maravillosa
- 82: Cueva Xuroi
- 83: Watt y la máquina de vapor
- 84: Thor
- 85: Velázquez
- 86: El sastrecillo valiente
- 87: La bella y la bestia
- 88: Guillermo Tell
- 89: Capitanes intrépidos
- 90: Zeila la Gacela
- 91: La sirenita
- 92: La flor Romanial
- 93: El Dr. Jekyll y Mr. Hyde
- 94: El príncipe y el mendigo
- 95: Tristán e Isolda
- 96: La reina de las nieves
- 97: Agatha Christie
- 98: El príncipe feliz
- 99: Tutankhamon
- 100: La máquina del tiempo
- 101: Piratas
- 102: Holet el Duende
- 103: El hombre invisible
- 104: La fiesta de cumpleaños

## Wersja polska
W Polsce pierwsza seria była emitowana w latach 90. z polskim lektorem i hiszpańskim dubbingiem w TVP Regionalna, następnie emitowana była z dubbingiem.

### Wersja lektorska
Stara wersja z lat 90. z dubbingiem hiszpańskim i polskim lektorem, którym był Stanisław Heropolitański.